# Matasaburō, l'enfant du vent
Pour les articles homonymes, voir Kaze no Matasaburō.
Pour plus de détails, voir Fiche technique et Distribution.
Matasaburō, l'enfant du vent (風の又三郎, Kaze no Matasaburō) est un film japonais de Kōji Shima sorti en 1940. C'est une adaptation cinématographique de la nouvelle homonyme de Kenji Miyazawa publiée en 1934.

## Synopsis
Saburō Takada déménage de la ville dans un petit village. Les enfants de l'école soupçonnent Saburō d'être en réalité Matasaburō, le lutin du vent.

## Fiche technique
- Titre : Matasaburō, l'enfant du vent[3]
- Titre original : 風の又三郎 (Kaze no Matasaburō?)[4]
- Réalisation : Kōji Shima
- Scénario : Ryūzō Nagami et Shintarō Koike, d'après la nouvelle homonyme de Kenji Miyazawa
- Photographie : Sōichi Aisaka
- Société de production : Nikkatsu
- Société de distribution : Nikkatsu
- Pays d'origine :  Empire du Japon
- Format : noir et blanc — 1,37:1 — 35 mm — son mono
- Genre : drame ; fantastique
- Durée : 97 minutes (métrage : dix bobines - 2 651 m)[4]
- Date de sortie : 
  - Empire du Japon : 10 octobre 1940[5]

## Distribution
- Akihiko Katayama (ja) : Saburō Takada
- Akira Ōizumi (ja) : Ichiro
- Kōji Nakata (ja) : le professeur
- Kazumasa Hoshino (ja) : Kasuke

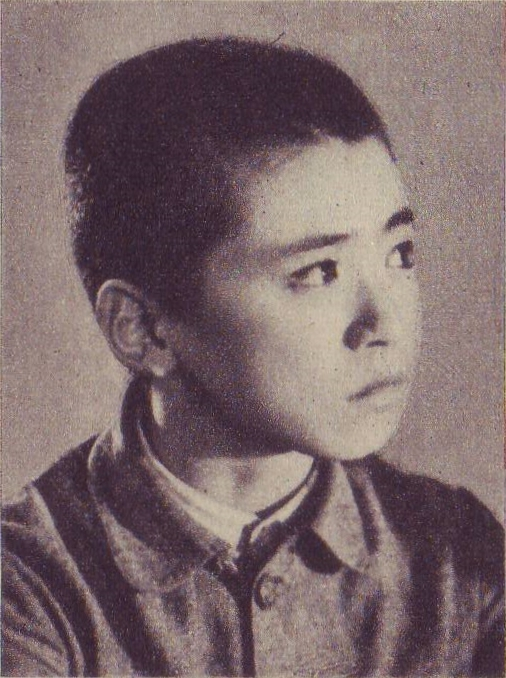
Akihiko Katayama vers 1940.

- Akiko Kazami : la sœur aînée de Kasuke
- Ryūji Kita (ja) : le père de Saburō
- Hiroshi Hayashi (ja) : le grand-père d'Ichiro
- Bontaro Miake (ja) : l'homme habillé à l'occidentale

## Autour du film
D'abord acteur dans une centaine de films pour la Nikkatsu entre 1925 et 1938, Kōji Shima se tourne vers la mise en scène pour les mêmes studios à partir de 1939. Il commence par s'attacher à la description réaliste de l'enfance, dirigeant les enfants avec une simplicité et un naturel qui rappelle la manière de Hiroshi Shimizu. Kōji Shima contribue à faire une vedette de l'enfant acteur Akihiko Katayama (ja) qui a 13 ans à l'époque du film.